# Agapito García Atadell
Agapito García Atadell (Viveiro, província de Lugo, 28 de maig de 1902 - Sevilla, 15 de juliol de 1937) va ser un tipògraf socialista gallec que va dirigir una txeca a Madrid durant els primers mesos de la Guerra Civil espanyola. Després de fugir de la zona republicana poc abans de la batalla de Madrid, va ser capturat i executat per l'exèrcit franquista.

## Biografia
El 17 de gener de 1922 va ser detingut per coaccions i amenaces contra l'obrer impressor Benito López García, que s'havia negat a afiliar-se a l'associació d'impressors a la qual García Atadell pertanyia. El 19 de gener de 1924 va ser detingut de nou quan, en un registre, la policia va trobar un article escrit per ell titulat La Revolución en marcha. El 1921 havia ingressat al PCE, on va arribar a ser secretari de les Joventuts Comunistes de Madrid, però el 1928 va demanar el reingrés a l'Agrupació Socialista Madrilenya. Durant la dictadura de Primo de Rivera, García Atadell va estar empresonat onze vegades, per un total de quatre anys i tres mesos.

## Guerra Civil
L'agost de 1936, el govern del Front Popular va nomenar nombrosos «txequistes» afiliats al PSOE. García Atadell va ser escollit per encapçalar les Milicias Populares de Investigación, un grup especial adscrit a la Brigada de Investigación Criminal dirigida per l'inspector Antonio Lino. El personal al seu càrrec es componia de 48 agents, amb Ángel Pedrero García com a segon cap i Luis Ortuño i Antonio Albiach Chiralt com a caps de grup.
García Atadell va establir la seu de la brigada socialista al palau confiscat als comtes de Rincón, situat al número 1 del carrer Martínez de la Rosa de Madrid. Els registres i detencions que practicaven portaven sovint al descobriment d'armes i grans quantitats de diners i objectes de valor, els quals eren lliurats a les autoritats, excepte una part del botí que es quedava en mans de García Atadell i en les de dos dels seus col·laboradors més pròxims: Luis Ortuño i Pedro Penabad.
Altres accions que la brigada de Garcia Atadell va portar a terme, van ser l'escorcoll de la casa de Franco a Madrid, la desarticulació de xarxes d'espionatge, la captura d'una emissora de ràdio clandestina, la detenció de falangistes, sabotejadors i franctiradors, i la frustració d'un pla per assassinar Azaña, Largo Caballero, Prieto i la Pasionaria.
El 24 de setembre de 1936, García Atadell va realitzar la seva detenció més notòria: la germana de Gonzalo Queipo de Llano, Rosario. Tanmateix, no va ser García Atadell qui la va arrestar, sinó que fou la pròpia Rosario qui, tement caure en mans d'«incontrolats», va pensar —encertadament com s'acabaria demostrant— que entregant-se a una brigada «oficial» podria ser intercanviada per altres presoners.
Finalment, les execucions que la brigada realitzava eren conseqüència de condemnes pronunciades per un anomenat «comitè de sentència», el qual estava integrat pel mateix García Atadell, que tenia el vot de qualitat, Ángel Pedrero, Luis Ortuño i Antonio Albiach Chiralt, a més d'un milicià sense graduació escollit cada dia. Les persones que resultaven condemnades a mort eren conduïdes immediatament als afores de Madrid per ser ajusticiades.

## Fugida i execució

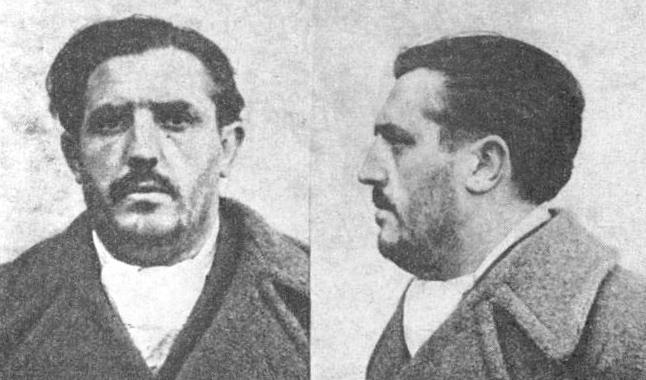
Agapito García Atadell poc abans de ser executat

Quan les tropes franquistes s'aproximaven a Madrid el novembre de 1936, García Atadell va decidir escapar amb el botí, calculat en uns 25 milions de pessetes en joies i altres efectes. Va passar a França amb una identitat fictícia amb la intenció d'embarcar-se cap a Amèrica. Tanmateix, el vaixell Mexique, que va salpar de Saint-Nazaire, va fer escala a Santa Cruz de La Palma, on va ser capturat.
Luis Buñuel, informat per un sindicalista francès, havia transmès les dades a l'ambaixador de la República a París, el qual, al seu torn, havia informat al govern franquista a través d'una ambaixada neutral. Buñuel explica en les seves memòries:
| \| « \| García [Atadell] no era més que un bandit, un canalla, que s'autoproclamava socialista. Els primers mesos de la guerra havia creat a Madrid, amb un petit grup d'assassins, la sinistra Brigada del Amanecer.[a] Al matí ben d'hora, penetraven per la força en una casa burgesa, s'emportaven els homes de paseo, violaven les dones i robaven tot allò que queia al seu abast. […] García, a qui els feixistes buscaven amb avidesa, era una de les vergonyes de la República. \| » \| \| — Luis Buñuel, Mi último suspiro \| \| \| | |   |
| « | García [Atadell] no era més que un bandit, un canalla, que s'autoproclamava socialista. Els primers mesos de la guerra havia creat a Madrid, amb un petit grup d'assassins, la sinistra Brigada del Amanecer. Al matí ben d'hora, penetraven per la força en una casa burgesa, s'emportaven els homes de paseo, violaven les dones i robaven tot allò que queia al seu abast. […] García, a qui els feixistes buscaven amb avidesa, era una de les vergonyes de la República. | » |
| — Luis Buñuel, Mi último suspiro | |   |

Després d'un breu pas per la presó de Santa Cruz de Tenerife i d'un primer interrogatori, García Atadell va ser conduït a Sevilla. Jutjat per un tribunal militar el 30 de juny de 1937, va ser condemnat a mort pel delicte de «rebel·lió militar». García Atadell va ser executat a garrot a Sevilla el 15 de juliol de 1937.